# Joo Min-kyu
Joo Min-kyu (en coreano: 주민규; Cheongju, Corea del Sur, 13 de abril de 1990) es un futbolista de Corea del Sur que juega en la posición de delantero centro con el Daejeon Hana Citizen de la K League 1 desde el año 2025.

## Carrera

### Club
| Periodo   | Club                               |
| --------- | ---------------------------------- |
| 2013-2014 | Goyang Hi FC                       |
| 2015-2018 | Seoul E-Land                       |
| 2017-2018 | → Sangju Sangmu (servicio militar) |
| 2019      | Ulsan Hyundai                      |
| 2020-2022 | Jeju United                        |
| 2023-2024 | Ulsan HD                           |
| 2025-     | Daejeon Hana Citizen               |

### Selección nacional
Joo debutó con Corea del Sur el 21 de marzo de 2024 en la victoria por 3-0 sobre Tailandia en Bangkok por la clasificación de AFC para la Copa Mundial de Fútbol de 2026. El 6 de junio de 2024 puso tres asistencias y anotó su primer gol internacional en la victoria por 7–0 sobre Singapur en el Singapore National Stadium por la clasificación de AFC para la Copa Mundial de Fútbol de 2026.

## Logros

### Club
- K League 1: 2023, 2024
- K League 2: 2020

### Individual
- Goleador de la K League 1: 2021 (22 goles), 2023 (17 goles)
- Equipo Ideal de la K League 1: 2021, 2022, 2023